# ساکیپور
ساکیپور (به لاتین: Sakhipur) یک منطقهٔ مسکونی در بنگلادش است که در ناحیه تانگیل واقع شده‌است. ساکیپور ۴۲۹٫۶۳ کیلومتر مربع مساحت و ۲۷۷٬۶۸۵ نفر جمعیت دارد.